# Anders Broberg (museiman)
Björn Anders Broberg, född 17 januari 1953 i Linköping, död 22 maj 1997 i Gävle, var en svensk arkeolog och museiman.

## Biografi
Broberg, som var son till civilingenjör Björn Broberg och filosofie kandidat Margareta Strandberg, blev filosofie kandidat vid Lunds universitet 1979 och filosofie doktor vid Stockholms universitet 1990. Han var anställd vid Riksantikvarieämbetet 1978–1993, avdelningsdirektör där 1988–1993, chef för Riksantikvarieämbetets Gotlandsundersökningar (RAGU) i Visby 1988–1990, chef för Byrån för arkeologisk undersökning (UV-Mitt) i Stockholm 1990–1992 och landsantikvarie vid Länsmuseet Gävleborg från 1993. Han skrev Bönder och samhälle i statsbildningstid (doktorsavhandling 1990) och New Aspects of the Medieval Towns of Benadir in Southern Somalia (1995). Han skrev även diverse artiklar om vikingatidens och medeltidens agrarsamhälle samt bebyggelsearkeologi.